# Horînhrad Perșîi (Șubkiv), Rivne
Horînhrad Perșîi (în ucraineană Гориньград Перший) este un sat în comuna Șubkiv din raionul Rivne, regiunea Rivne, Ucraina.

## Demografie
Componența lingvistică a localității Horînhrad Perșîi
     Ucraineană (99,16%)
     Alte limbi (0,84%)
Conform recensământului din 2001, majoritatea populației localității Horînhrad Perșîi era vorbitoare de ucraineană (99,16%), existând în minoritate și vorbitori de alte limbi.